# نادي راشل أوليمبيك
نادي راشل أوليمبيك لكرة القدم (بالإنجليزية: Rushall Olympic Football Club) هو نادٍ رياضي إنجليزي يقع مقره في قرية راشل، وهي قرية تعدين سابقة تُشكّل جزءًا من منطقة والسول الحضرية في إنجلترا. ينافس الفريق حاليًا في دوري الشمال الوطني، والذي يُمثّل المستوى السادس ضمن نظام دوريات كرة القدم الإنجليزية.

## التاريخ

### السنوات المبكرة
على الرغم من أن كرة القدم كانت تُمارس في القرية منذ ما لا يقل عن عشرين عامًا قبل ذلك، تعود أقدم إشارة معروفة إلى نادي رشال أوليمبيك إلى تقارير الصحف المحلية حول مباريات موسم 1893–94. انضم النادي إلى دوري كانوك والمنطقة عام 1895، واحتل المركز الثاني في موسمه الأول، قبل أن ينتقل لاحقًا إلى أقسام "الناشئين" (حيث تُوّج بالبطولة في موسم 1903–04)، و"الهواة"، و"الحدائق"، و"الدرجة الأولى" ضمن دوري والسول والمنطقة.
خلال فترة ما بين الحربين العالميتين، حقق الفريق عددًا من البطولات المحلية، وكان يتألف في تلك المرحلة أساسًا من عمال المناجم المحليين. اعتاد اللاعبون خوض مبارياتهم في ملعب يقع خلف حانة "ماينرز آرمز" في رشال، وكانوا يغيرون ملابسهم داخل الحانة ذاتها. في مرحلة لاحقة قبيل اندلاع الحرب العالمية الثانية، توقفت أنشطة النادي وانحلّ.

### السنوات اللاحقة

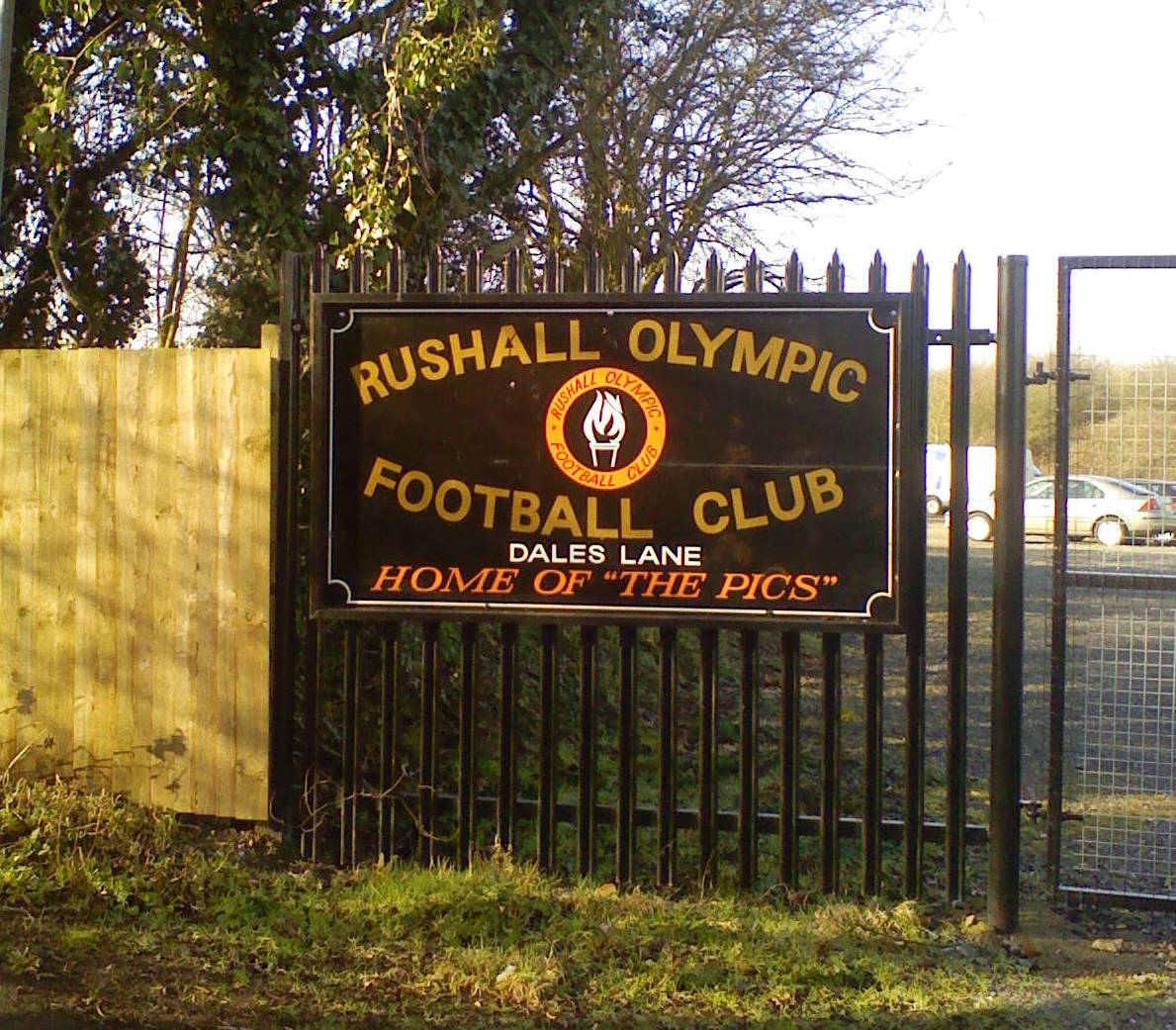
Dales Lane, home of the Pics

في عام 1951، قرر عدد من الشباب المحليين إعادة تأسيس النادي. تواصلوا مع مالك محل لبيع السمك والبطاطا للحصول على إذن باستخدام مقره كمركز إداري، وتمكّنوا من تأمين ملعب “راولي بليس” ليكون ملعبهم الأساسي. انضم النادي إلى دوري والسول والمنطقة للهواة، وأحرز بطولة الدرجة الثانية في موسم 1952–53، وحقق لقب الدرجة الأولى في موسم 1955–56، مما أهّله للترقي إلى دوري مقاطعة ستافوردشير الجنوبي، حيث نال لقب الدرجة الثانية من المحاولة الأولى.
بعد الصعود إلى الدرجة الأولى، أحرز النادي أربعة ألقاب دوري بين عامي 1960 و1965. في عام 1975، بهدف التقدم ضمن هرم المنافسات، انتقل النادي إلى ملعب جامعة أستون الرياضي، الواقع قرب الطريق الرئيسي A34 بين والسول وبرمنغهام. بالتوازي، حصل النادي على عقد إيجار لأرض في “داو إند” بـرشال، وافتُتح الملعب الجديد “دايلز لين” رسميًا في 14 أغسطس 1977.
انضم النادي إلى دوري ويست ميدلاندز الإقليمي عام 1978، وتُوّج بلقب الدرجة الأولى في 1980. خلال 14 موسمًا في الدوري الممتاز الإقليمي، حقق الفريق أداءً متوسطًا، وكان أفضل مركز له هو الخامس في موسم 1988–89. في عام 1994، أصبح النادي من الأعضاء المؤسسين لدوري ميدلاند فوتبول ألاينس. رغم اقتصار نتائج أواخر التسعينيات على مراكز متوسطة، تغلب الفريق على نادي روستر – المنتمي إلى دوري الجنوبيين آنذاك – بركلات الترجيح على ملعب بيسكوت ستاديوم، ليظفر بكأس والسول الكبرى عام 2000.
حقق النادي المركز الثاني في موسمي 2000–01 و2002–03، قبل أن يُتوَّج بلقب الدوري في موسم 2004–05، ليصعد إلى الدرجة الأولى الغربية من دوري الجنوبيين. في موسم 2006–07، انتقل إلى الدرجة الأولى الوسطى من نفس الدوري، واستمر هناك لموسمين، حيث تأهل إلى الأدوار الإقصائية في موسمه الأخير بعد احتلال المركز الخامس.
بسبب إعادة هيكلة الدرجة الأولى من الدوري الشمالي الممتاز، انتقل النادي إلى الدرجة الأولى الجنوبية في موسم 2008–09، واحتل مجددًا المركز الخامس، لكنه لم ينجح في الصعود. رحل المدرب بول هوليران، وتولى نيل كيتشن القيادة الفنية، وبدأ موسمه الأول بأداء قوي قبل أن يتراجع الفريق إلى منتصف الترتيب. تأهل النادي إلى نهائي كأس والسول الكبرى تحت قيادته.
رغم القيود المالية، حظي كيتشن بدعم من طاقم فني شاب ضم نيك آموس وإيان كوبر، وأنهى الفريق موسم 2010–11 في المركز الثالث. تأهل النادي إلى نهائي الأدوار الإقصائية عقب فوزه 3–0 على بريغ تاون في نصف النهائي، وحقق إنجازًا تاريخيًا بفوزه 2–0 على غرانثام تاون في النهائي، ليصعد إلى الدوري الشمالي الممتاز – الدوري الممتاز، المستوى السابع في هرم كرة القدم الإنجليزية.
في موسمه الأول بالمستوى الجديد، أنهى رشال أوليمبيك الدوري في المركز الثامن، وبلغ نهائي ثلاث بطولات: كأس الدوري (خسر أمام نورث فيريبي يونايتد بعد وقت إضافي)، كأس ستافوردشير الكبرى (خسر أمام كيدزغروف أثليتيك)، وكأس والسول الكبرى، الذي احتفظ بلقبه فيه. كما عادل أفضل إنجاز له في كأس الاتحاد الإنجليزي، بالوصول إلى الدور التمهيدي الرابع، قبل أن يُقصى على يد ستاوروبيج.
في موسم 2012–13، شارك رشال للمرة الأولى في الدور الأول من كأس الاتحاد الإنجليزي للهواة، عقب تجاوزه فرق وودفورد يونايتد، تشايزتاون، ودرويدن. واجه في هذا الدور فريق ريكسهام، الذي أقصاه لاحقًا وتُوّج بالبطولة. في الدوري الشمالي الممتاز، أنهى النادي الموسم سادسًا، واقترب من التأهل للأدوار الإقصائية دون أن ينجح.
في موسم 2013–14، بلغ رشال الدور التمهيدي الرابع من كأس الاتحاد الإنجليزي، قبل أن يُقصى أمام غريمسبي تاون. أنهى الفريق الموسم في المركز السابع، وأخفق في التأهل مجددًا، غير أنه بلغ نهائي بطولتَين محليتَين؛ خسر الأولى، وهي كأس والسول الكبرى، وتُوّج بالثانية، كأس ستافوردشير الكبرى، عقب تغلبه على بورت فايل بنتيجة 2–1 على ملعب فايل بارك. مع نهاية الموسم، أنهى النادي علاقته بالمدرب نيل كيتشن بعد خمسة أعوام، وغادر مساعده نيك آموس كذلك. عُيّن لاعب وسط ويست بروميتش ألبيون وبولتون واندررز السابق ريتشارد سنيكس مديرًا فنيًا، إلى جانب ستيف هينكس كمساعد له.
وخلال موسم 2022–23 من دوري الجنوبيين، أنهى رشال أوليمبيك الموسم في المركز الخامس وتأهل إلى الأدوار الإقصائية. هزم الفريق كولفيل تاون بركلات الترجيح، ثم تفوّق على نونيتون بورو بنفس الطريقة في المباراة النهائية، ليصعد لأول مرة في تاريخه إلى دوري الشمال الوطني.

## اللاعبون
ملاحظة: تشير الأعلام إلى المنتخب الوطني على النحو المحدد في قواعد الأهلية للفيفا. قد يحمل اللاعبون أكثر من جنسية واحدة غير تابعة للفيفا.
| البلد | المركز          | اللاعب |                   |
| ----- | --------------- | ------ | ----------------- |
|       | إنجلترا         |        | جيك ويفر          |
|       | جمهورية أيرلندا |        | بول وايت          |
|       | إنجلترا         | مدافع  | كامرون ماكويليامز |
|       | إنجلترا         | مدافع  | جايدن تشارلز      |
|       | إنجلترا         | مدافع  | ناثان كاميرون     |
|       | إنجلترا         | مدافع  | براد بود          |
|       | إنجلترا         | مدافع  | جورج ويلكنسون     |
|       | إيطاليا         | مدافع  | بنيامين منساه     |
|       | إنجلترا         | مدافع  | كالوم رو          |
|       | إنجلترا         | مدافع  | آشتون أوفلر       |
|       | إنجلترا         | مدافع  | كورنيل ماكدونالد  |
|       | إنجلترا         |        | رودي ماكغلينشي    |

| البلد | المركز          | اللاعب |                  |
| ----- | --------------- | ------ | ---------------- |
|       | إنجلترا         |        | سام مانتوم       |
|       | إنجلترا         |        | ديمبسي أرلوت-جون |
|       | برمودا          |        | كيزياه مارتن     |
|       | إنجلترا         |        | سام ماكلينتوك    |
|       | غانا            |        | كوبي آرثر        |
|       | إنجلترا         | مهاجم  | تيريل بينانت     |
|       | إنجلترا         | مهاجم  | هايدن كامبل      |
|       | إنجلترا         | مهاجم  | داني كينغ        |
|       | إنجلترا         | مهاجم  | لوك بينبو        |
|       | جمهورية أيرلندا | مهاجم  | جيري ماكدونا     |
|       | جمهورية أيرلندا | مهاجم  | ليام ماكاليندن   |

## الإدارة والجهاز الفني

### مجلس الإدارة
اعتبارا من 20 سبتمبر 2021
| المنصب      | الاسم    |
| ----------- | -------- |
| الرئيس      | جون ألين |
| نائب الرئيس | نيك ألين |

### الطاقم الحالي
| المنصب            | الاسم         |
| ----------------- | ------------- |
| المدير الفني      | ريتشارد سنيكس |
| المدرب المساعد    | ستيف هينكس    |
| مدرب الفريق الأول | سام مانتوم    |

## الإنجازات
- دوري الشمال الإنجليزي الممتاز الدرجة الأولى القسم الجنوبي
  - الفائزون بالتصفيات: 2010–11
- تحالف ميدلاند
  - البطل: 2004–05
- دوري وست ميدلاندز (الإقليمي) الدرجة الأولى
  - البطل: 1979–80
- كأس والسال للكبار
  - الفائزون: 1964–65، 1999–2000، 2008–09، 2010–11، 2011–12، 2022–23، 2023–24
- كأس ستافوردشير للكبار
  - الفائزون: 2005–06، 2013–14، 2015–16، 2022–23، 2023–24
- دوري الجنوب القسم الممتاز الأوسط
  - الفائزون بالتصفيات: 2022–23.

## سجلات النادي
- أفضل أداء في الدوري: المركز السادس في دوري الشمال الإنجليزي الممتاز، القسم الممتاز (المستوى الثالث) موسم 2012–13
- أفضل أداء في كأس الاتحاد الإنجليزي: الدور الأول الرئيسي، موسم 2024–25
- أفضل أداء في كأس الاتحاد للأندية غير المحترفة: الدور الأول الرئيسي، موسم 2012–13
- أفضل أداء في كأس الهواة: الدور الخامس، موسم 2000–01.